# 林公忠平王祖殿
林公忠平王祖殿，又名林公宫，位于中国福建省宁德市周宁县玛坑乡杉洋村，始建于明朝正德八年（1513年），主祀林公忠平王林祖亘。林公忠平王祖殿于2005年5月入选福建省文物保护单位，2013年3月入选全国重点文物保护单位。

## 历史
林公忠平王祖殿主祀神为林公，本名林祖亘。据《宁德县志》记载，林祖亘出生于宋时的福安溪潭，他通过发明火器、悬壶行医为当地解决了兽患与疫患，使得他在当地极具名望。林公去世后，当地传说他羽化成神，百姓常烧香祭祀他。明朝成化七年（1471年），宁德县出身的当朝刑部尚书林聰赴杉洋村考察，将林公事迹奏请朝廷，翌年2月，明宪宗下诏加封林公为“杉洋感应林公忠平侯王”。正德八年（1513年），杉洋当地民众开始筹资建设林公忠平王祖殿。
清朝嘉庆十年（1805年），在殿旁新建了太子亭。中华人民共和国时期，祖殿的东西配殿在文化大革命中被毁，后于2007年在福建省古建筑研究所的主持下重建。1989年，林公忠平王祖殿入选第二批周宁县文物保护单位，2005年5月11日，林公忠平王祖殿被公布为第六批福建省文物保护单位；2013年3月5日，被中华人民共和国国务院公布为第七批全国重点文物保护单位。2019年，闽东林公祈福习俗（周宁）入选为第六批福建省级非物质文化遗产代表性名录。2023年，周宁县建立了林公文化研究会（筹委会），用以推广林公文化，促进海峡两岸交流。

## 建筑
林公忠平王祖殿坐北朝南，占地2719平方米，面宽47.7米，进深57米，由单孔石桥、门楼、钟楼、鼓楼、正殿和东西配殿组成。除太子亭为清代建筑外，所有建筑均为明代建筑。
门楼面阔5间，进深1间，宽18.8米，深4.1米，明间上方是清代增建的太子亭，为重檐歇山顶多彩斗拱悬挑出檐式建筑。正门上浮雕八仙，上立“林公忠平王祖殿”竖向牌匾，两侧立有楹联。门楼内为石板铺砌的天井，向上七级台阶即为正殿。
正殿为单檐歇山顶抬梁穿斗式混合土木结构，面阔5间，进深3间，宽18.8米，进深10.4米，基座高1.2米。殿内的供桌上刻有历代捐赠者的姓名与年号，以及龙凤花鸟等浮雕装饰，殿三面设有神龛，供奉林公和其他民间信仰神祇。正殿前的左右两侧分别为钟楼和鼓楼，东西墙外则为2007年照旧重建的两座配殿。